# Genjirō Arato
Pour les articles homonymes, voir Arato (homonymie).
Genjirō Arato (荒戸 源次郎, Arato Genjirō), né le 10 octobre 1946 dans la préfecture de Nagasaki (Japon) et mort le 7 novembre 2016 à Tokyo (Japon), est un metteur en scène, producteur, réalisateur et acteur japonais.

## Biographie
Genjirō Arato mène une carrière de metteur en scène au théâtre et de producteur avant de passer derrière la caméra en 1995 pour son premier film. Il a notamment produit la « trilogie Taishō » de Seijun Suzuki (Mélodie tzigane, Brumes de chaleur et Yumeji (en)) ainsi que les premiers longs métrages de Junji Sakamoto. Pour la sortie de Mélodie tzigane (1980), il fait monter une tente en forme d'igloo aux pieds de la tour de Tokyo pour projeter le film.
En tant que réalisateur, il est l'auteur de trois films : The Girl of Silence (1995) d'après un roman autobiographique de Shungiku Uchida, Akame 48 Waterfalls (2003) pour lequel il est récompensé du prix Blue Ribbon du meilleur film et du prix Mainichi du meilleur film et enfin The Fallen Angel (2010).
Genjirō Arato meurt des suites d'une ischémie myocardique à l'âge de 70 ans le 7 novembre 2016.

## Filmographie sélective

### Comme réalisateur
- 1995 : The Girl of Silence (ファザーファッカー, Fazā fakkā?)[1]
- 2003 : Akame 48 Waterfalls (赤目四十八瀧心中未遂, Akame shijūyataki shinjūmisui?)
- 2010 : The Fallen Angel (人間失格, Ningen shikkaku?)

### Comme producteur
- 1973 : Le Piège de la luxure (愛欲の罠, Aiyoku no wana?) d'Atsushi Yamatoya[6]
- 1980 : Mélodie tzigane (ツィゴイネルワイゼン, Tsigoineruwaizen?) de Seijun Suzuki
- 1981 : Brumes de chaleur (陽炎座, Kagerō-za?) de Seijun Suzuki
- 1989 : Dotsuitarunen (どついたるねん?) de Junji Sakamoto
- 1990 : Tekken (鉄拳?) de Junji Sakamoto
- 1991 : Yumeji (en) (夢二, Yumeji?) de Seijun Suzuki
- 1991 : Ōte (王手?) de Junji Sakamoto
- 1994 : Tokarefu (トカレフ?) de Junji Sakamoto
- 2005 : Le Murmure des dieux (ゲルマニウムの夜, Gerumaniumu no yoru?) de Tatsushi Ōmori

### Comme acteur
- 1972 : Sengoku rokku hayate no onnatachi (戦国ロック 疾風の女たち?) de Yasuharu Hasebe : Nitta no Jirō
- 1973 : Le Piège de la luxure (愛欲の罠, Aiyoku no wana?) d'Atsushi Yamatoya : Hoshi[6]
- 1981 : Shuffle (シャッフル, Shaffuru?) de Gakuryū Ishii : Kimura
- 1992 : Les Liaisons érotiques (エロティックな関係, Erotikkuna kankei?) de Kōji Wakamatsu : Hanada
- 1994 : Rampo de Kazuyoshi Okuyama (ja) : le producteur
- 1995 : August in the Water (水の中の八月, Mizu no naka no hachigatsu?) de Gakuryū Ishii
- 2001 : Ningen no kuzu (人間の屑?) de Takehiko Nakajima
- 2004 : Loved Gun (ラブドガン, Rabudo gan?) de Kensaku Watanabe
- 2013 : Sute gataki hitobito (捨てがたき人々?) de Hideo Sakaki (en)

## Distinctions
Sauf indication contraire, les informations mentionnées dans cette section peuvent être confirmées par la base de données cinématographiques IMDb,  présente dans la section « Liens externes ».

### Récompenses
- 2004 : prix Mainichi du meilleur film pour Akame 48 Waterfalls[5]
- 2004 : prix Blue Ribbon du meilleur film pour Akame 48 Waterfalls[4]

### Sélection
- 1995 : Montgolfière d'or pour The Girl of Silence au festival des trois continents